# Petrolia (Teksas)
Petrolia je grad u američkoj saveznoj državi Teksas. Prema popisu stanovništva iz 2010. u njemu je živjelo 686 stanovnika.